# Bisigna
Bisigna är ett släkte av fjärilar som beskrevs av Sergiusz Toll 1956. Bisigna ingår i familjen praktmalar, (Oecophoridae).
Släktet innehåller bara arten Bisigna procerella.

## Bildgalleri

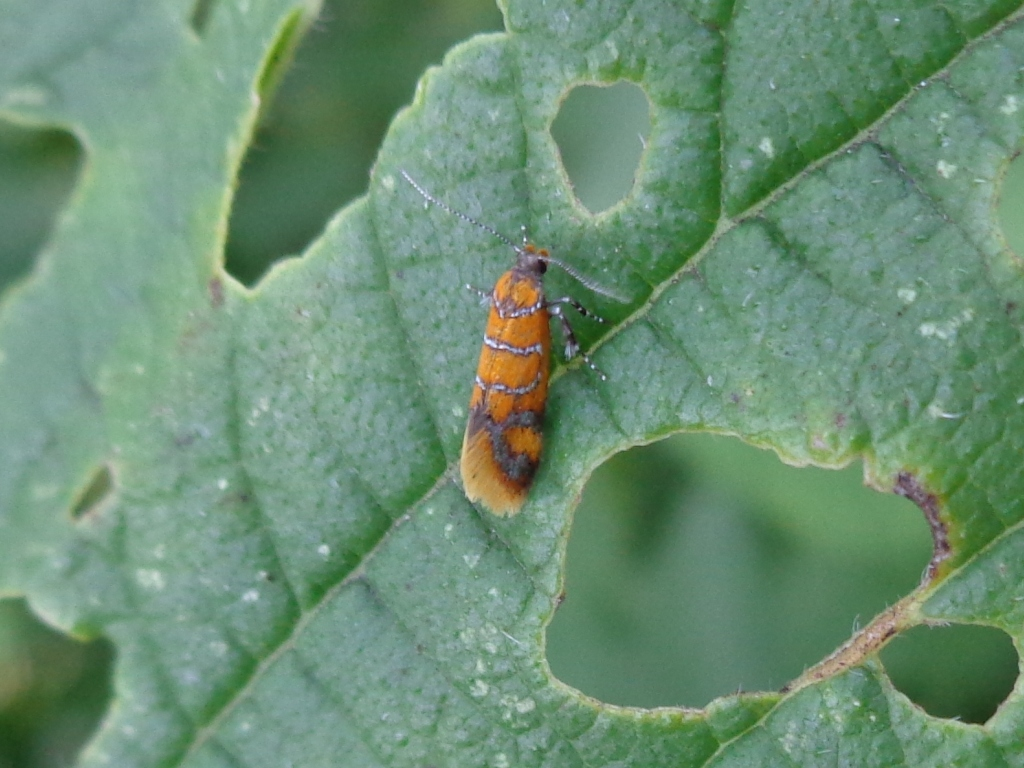
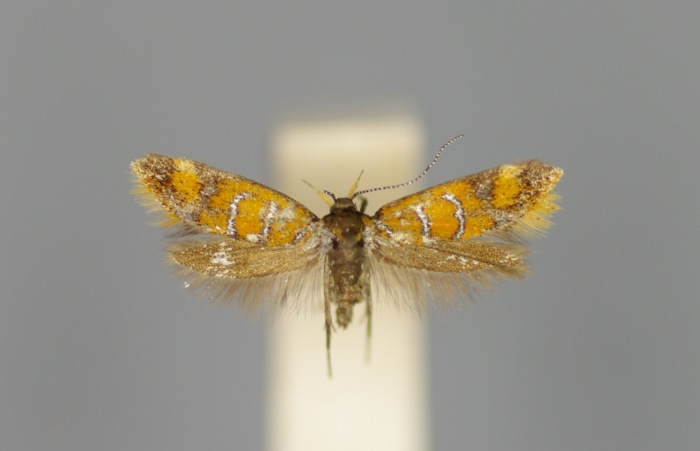
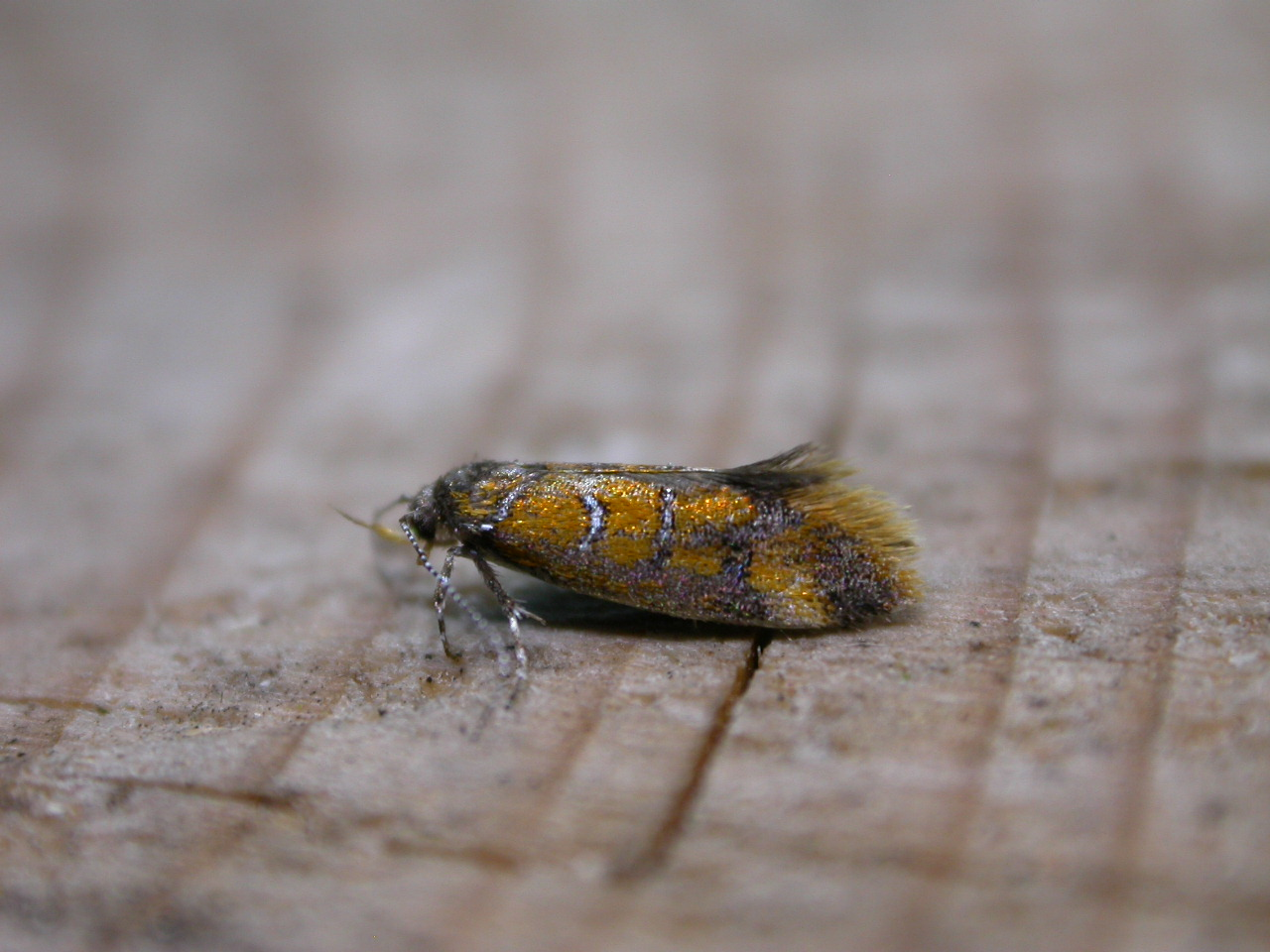
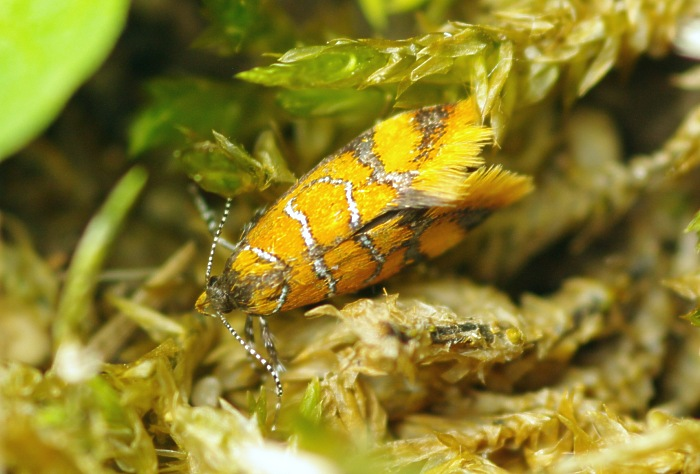